# Pendule elliptique
 (mars 2006).
Soit un pendule pesant composé dont le point de suspension H est libre de glisser sur un axe horizontal sans frottement. La théorie du pendule pesant composé permet de ramener le problème à un haltère avec une masse m en H et une autre masse M en C, centre de percussion relatif à H : un tel pendule s'appelle pendule elliptique .
Il y a, a priori, deux degrés de liberté : OH = x(t) et l'élongation de C, {\displaystyle \theta (t)} ; mais comme il n'y a aucune force externe horizontale, m .x(t) + M.l.sin{\displaystyle \theta (t)} = 0 (l := HC) en se plaçant dans le référentiel galiléen adéquat : le barycentre G du système décrit alors la verticale selon le mouvement z= -a.cos{\displaystyle \theta (t)}.
Le point G décrit une verticale, le point H une horizontale, le point C fixe sur cette barre rigide décrit une portion d'ellipse (théorème dit de la bande de papier de la Hire) : d'où le nom : pendule elliptique.

## Petites oscillations
On sait que le problème complet du pendule simple est délicat.
Ici, ne sera traité que le problème des petites oscillations.
Le théorème du moment cinétique appliqué en H dans le référentiel R (H origine), à la masse située en C donne :
{\displaystyle Ml^{2}{\ddot {\theta }}=-Mgl\theta +Ml{\ddot {x}}},
soit compte tenu de la relation m.x + M.l.{\displaystyle \theta } =0,
d'où la période {\displaystyle T=2\pi {\sqrt {\frac {l(M+m)}{gm}}}}
Remarque : ce problème est usuellement résolu par la méthode des équations de Lagrange, puisqu'il n'y a pas de frottement; on retrouve bien sûr les résultats précédents.

## Calcul des réactions, cas général
Si les oscillations ne sont pas petites, appliquer le théorème de l'énergie cinétique donne :
{\displaystyle ({\dot {\theta }})^{2}=f(\theta )={\frac {2g(M+m)(h+cos\theta )}{l(Msin^{2}\theta +m)}}}
donc {\displaystyle {\ddot {\theta }}=2{\frac {df}{d\theta }}=g}
On en tire aisément :
N = mg + T cos{\displaystyle \theta }
avec T tension de la barre :
T = Ml.f +ml/2.g.tan{\displaystyle \theta } +Mg/cos{\displaystyle \theta }
Bien sûr, selon la valeur des données initiales, reflétées par la valeur de h, il y aura comme pour le pendule simple, oscillations ou tournoiement.
La quadrature donnant {\displaystyle \theta }(t) n'est clairement pas facile.